# Kampung Jawa Lama
Kampung Jawa Lama is een bestuurslaag in het regentschap Lhokseumawe van de provincie Atjeh, Indonesië. Kampung Jawa Lama telt 7717 inwoners (volkstelling 2010).